# Радишево
Радишево (алб. Radishevë или Radisheva) је насеље у општини Србица, Косово и Метохија, Република Србија. У Радишеву је рођена Шота Галица, албански качак. Најближе насеље је Крлигате, удаљено пар километара од Радишева.

## Становништво
| Демографија | Демографија | Демографија |
| Година      | Становника  | Становника  |
| ----------- | ----------- | ----------- |
| 1961.       | 257         |             |
| 1971.       | 259         |             |
| 1981.       | 250         |             |
| 1991.       | 268         |             |